# Manihot neusana
Manihot neusana là một loài thực vật có hoa trong họ Đại kích. Loài này được Nassar mô tả khoa học đầu tiên năm 1986.